# Gorla Maggiore
Gorla Maggiore – miejscowość i gmina we Włoszech, w regionie Lombardia, w prowincji Varese.
Według danych na rok 2004 gminę zamieszkuje 4835 osób, 967 os./km².